# Grande Prêmio do Brasil de 2005
Resultados do Grande Prêmio do Brasil de Fórmula 1 realizado em Interlagos em 25 de setembro de 2005. Décima sétima e antepenúltima etapa da temporada, foi vencido pelo colombiano Juan Pablo Montoya que subiu ao pódio junto a Kimi Räikkönen numa dobradinha da McLaren-Mercedes, com Fernando Alonso em terceiro pela Renault, resultado que sacramentou o piloto espanhol como campeão mundial de 2005, aliás, o mais jovem na história da categoria até então.

## Resumo
- Juan Pablo Montoya venceu a corrida na frente de seu companheiro de equipe Kimi Räikkönen. Fernando Alonso terminou em 3º, abrindo 23 pontos de vantagem para Raikkonen em 20 possíveis e se tornou campeão mundial pela primeira vez. Foi o mais jovem campeão com 24 anos, 1 mês e 27 dias, batendo o então recordista Emerson Fittipaldi que havia sido campeão em 1972 com 25 anos, 8 meses e 29 dias.
- Foi a última vitória de Juan Pablo Montoya na categoria.
- Últimos pontos de Rubens Barrichello na Ferrari.
- Única prova que Tiago Monteiro não completou na temporada. Ele também foi o estreante a completar mais provas de maneira consecutiva(16 provas) até 2013 quando Max Chilton completou todas as provas.
- Primeiro título de um piloto Renault na Fórmula 1 que chegou perto com Alain Prost em 1983,o primeiro de um espanhol na categoria e o primeiro chassi francês campeão com um piloto desde 1969 com a Matra.

## Classificação da prova

### Treino classificatório
| 1      | 5  | Fernando Alonso      | Renault           | 1:11.988  | —       |
| 2      | 10 | Juan Pablo Montoya   | McLaren-Mercedes  | 1:12.145  | + 0.157 |
| 3      | 6  | Giancarlo Fisichella | Renault           | 1:12.558  | + 0.570 |
| 4      | 3  | Jenson Button        | BAR-Honda         | 1:12.696  | + 0.708 |
| 5      | 9  | Kimi Räikkönen       | McLaren-Mercedes  | 1:12.781  | + 0.793 |
| 6      | 15 | Christian Klien      | Red Bull-Cosworth | 1:12.889  | + 0.901 |
| 7      | 1  | Michael Schumacher   | Ferrari           | 1:12.976  | + 0.988 |
| 8      | 16 | Jarno Trulli         | Toyota            | 1:13.041  | + 1.053 |
| 9      | 12 | Felipe Massa         | Sauber-Petronas   | 1:13.151  | + 1.163 |
| 10     | 2  | Rubens Barrichello   | Ferrari           | 1:13.183  | + 1.195 |
| 11     | 17 | Ralf Schumacher      | Toyota            | 1:13.285  | + 1.297 |
| 12     | 11 | Jacques Villeneuve   | Sauber-Petronas   | 1:13.372  | + 1.384 |
| 13     | 18 | Tiago Monteiro       | Jordan-Toyota     | 1:13.387  | + 1.399 |
| 14     | 7  | Mark Webber          | Williams-BMW      | 1:13.538  | + 1.550 |
| 15     | 8  | Antônio Pizzonia     | Williams-BMW      | 1:13.581  | + 1.593 |
| 16     | 14 | David Coulthard      | Red Bull-Cosworth | 1:13.844  | + 1.856 |
| 17     | 19 | Narain Karthikeyan   | Jordan-Toyota     | 1:14.520  | + 2.532 |
| 18     | 21 | Christijan Albers    | Minardi-Cosworth  | 1:14.763  | + 2.775 |
| 19     | 4  | Takuma Sato          | BAR-Honda         | sem tempo |         |
| 20     | 20 | Robert Doornbos      | Minardi-Cosworth  | sem tempo |         |
| Fonte: |    |                      |                   |           |         |

### Corrida
| Pos.   | Nº | Piloto               | Equipe            | Voltas | Tempo/Diferença     | Grid | Pontos |
| ------ | -- | -------------------- | ----------------- | ------ | ------------------- | ---- | ------ |
| 1      | 10 | Juan Pablo Montoya   | McLaren-Mercedes  | 71     | 1:29:20.574         | 2    | 10     |
| 2      | 9  | Kimi Räikkönen       | McLaren-Mercedes  | 71     | + 2.527             | 5    | 8      |
| 3      | 5  | Fernando Alonso      | Renault           | 71     | + 24.840            | 1    | 6      |
| 4      | 1  | Michael Schumacher   | Ferrari           | 71     | + 35.668            | 7    | 5      |
| 5      | 6  | Giancarlo Fisichella | Renault           | 71     | + 40.218            | 3    | 4      |
| 6      | 2  | Rubens Barrichello   | Ferrari           | 71     | + 1:09.173          | 9    | 3      |
| 7      | 3  | Jenson Button        | BAR-Honda         | 70     | + 1 volta           | 4    | 2      |
| 8      | 17 | Ralf Schumacher      | Toyota            | 70     | + 1 volta           | 10   | 1      |
| 9      | 15 | Christian Klien      | Red Bull-Cosworth | 70     | + 1 volta           | 6    |        |
| 10     | 4  | Takuma Sato          | BAR-Honda         | 70     | + 1 volta           | 19   |        |
| 11     | 12 | Felipe Massa         | Sauber-Petronas   | 70     | + 1 volta           | 8    |        |
| 12     | 11 | Jacques Villeneuve   | Sauber-Petronas   | 70     | + 1 volta           | PL   |        |
| 13     | 16 | Jarno Trulli         | Toyota            | 69     | Motor               | 17   |        |
| 14     | 21 | Christijan Albers    | Minardi-Cosworth  | 69     | + 2 voltas          | 16   |        |
| 15     | 19 | Narain Karthikeyan   | Jordan-Toyota     | 68     | + 3 voltas          | 15   |        |
| Ret    | 18 | Tiago Monteiro       | Jordan-Toyota     | 55     | Eixo de transmissão | PL   |        |
| NC     | 7  | Mark Webber          | Williams-BMW      | 45     | + 26 voltas         | 12   |        |
| Ret    | 20 | Robert Doornbos      | Minardi-Cosworth  | 34     | Motor               | 18   |        |
| Ret    | 8  | Antônio Pizzonia     | Williams-BMW      | 0      | Colisão             | 13   |        |
| Ret    | 14 | David Coulthard      | Red Bull-Cosworth | 0      | Colisão             | 14   |        |
| Fonte: |    |                      |                   |        |                     |      |        |

## Tabela do campeonato após a corrida
| Pos.   | Piloto               | Pontos |
| ------ | -------------------- | ------ |
| 1      | Fernando Alonso      | 117    |
| 2      | Kimi Räikkönen       | 94     |
| 3      | Juan Pablo Montoya   | 60     |
| 4      | Michael Schumacher   | 60     |
| 5      | Giancarlo Fisichella | 45     |
| Fonte: |                      |        |

| Pos.   | Construtor       | Pontos |
| ------ | ---------------- | ------ |
| 1      | McLaren–Mercedes | 164    |
| 2      | Renault          | 162    |
| 3      | Ferrari          | 98     |
| 4      | Toyota           | 81     |
| 5      | Williams–BMW     | 59     |
| Fonte: |                  |        |

- Nota: Somente as primeiras cinco posições estão listadas e o campeão mundial de pilotos surge grafado em negrito.